# The Reporter (film 1922)
The Reporter è un cortometraggio muto del 1922 diretto da Jack Blystone (John G. Blystone) e interpretato dall'attore inglese Lupino Lane.

## Produzione
Il film fu prodotto dalla Fox Film Corporation.

## Distribuzione
Distribuito dalla Fox Film Corporation, il film - un cortometraggio in due bobine - uscì nelle sale cinematografiche USA il 20 agosto 1922.